# بريميا
بريميا هي كومونا تقع في مقاطعة فربانو كوزيو أوسولا، بيمنتة، إيطاليا. يبلغ عدد سكانها حوالي 614 نسمة.